# (4258) Рязанов
(4258) Рязанов (лат. Ryazanov) — типичный астероид главного пояса, открыт 1 сентября 1987 года советским астрономом Людмилой Карачкиной в Крымской астрофизической обсерватории и 4 октября 1990 года назван в честь советского и российского кинорежиссёра и сценариста Эльдара Рязанова.

## Обнаружение и именование
(4258) Рязанов
Открыт 1 сентября 1987 года в Научном Л. Г. Карачкиной.
Назван в честь известного советского кинорежиссёра, писателя и поэта Эльдара Александровича Рязанова.
Оригинальный текст (англ.)4258 Ryazanov
Discovered 1987-09-01 by Karachkina, L. G. at Nauchnyj.
Named in honor of Ehldar Aleksandrovich Ryazanov, a well-known Soviet movie producer, writer and poet.
Источники: DISCOVERY.DB; M.P.C. 17030.

## Орбита

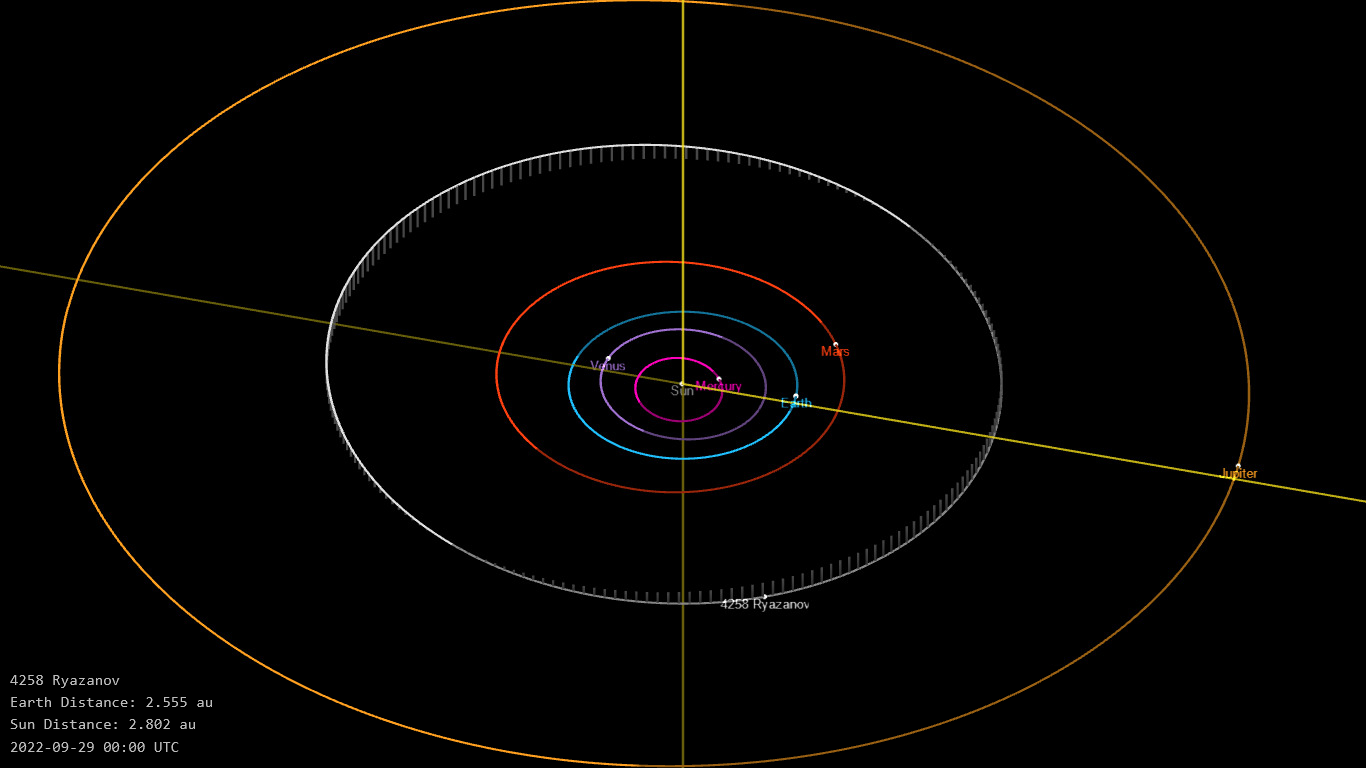
Орбита астероида Рязанов и его положение в Солнечной системе

## Физические характеристики
Астероид относится к таксономическому классу C.
По результатам наблюдений в видимом и ближнем инфракрасном диапазоне космического телескопа NEOWISE диаметр астероида оценивался равным 9,223±0,188 км. Согласно тем же источникам альбедо оценивается как 0,3292±0,0357 и 0,329±0,036.